# 時雨號驅逐艦
時雨（しぐれ）是大日本帝國海軍的驅逐艦。白露型驅逐艦2號艦。

## 艦歷
“时雨”号驱逐舰，1933年12月9日于浦贺船坞动工，1936年9月7日就役，属于白露级驱逐舰，编号为2号舰。
“时雨”之名是从前代所继承，其前代为神风级驱逐舰10号舰，1906年建于川崎造船所，1924年除籍，1926年被卖掉。
太平洋战争开始时隶属于第1舰队第一水雷战队第27驱逐队，活跃于各个战场上。
参加过珊瑚海海战、中途岛海战、马绍尔群岛的战斗、占领阿贝马马环礁等战斗，后来参与了10次对瓜岛的物资输送作战（“东京快车”、“鼠輸送”）。
在1942年11月12日开始的瓜达尔卡纳尔海战（第三次所罗门海海战）中受损，在楚克岛上进行了应急修理。其后数月间则进行了横须贺到楚克岛之间的7次护航任务，为包括航空母舰“冲鹰”号在内的舰船进行护航。后来继续参与了多个地方的物资输送作战，共13次。
1943年8月，在维拉湾执行输送任务时被美军伏击（维拉湾海战），同行的三艘驱逐舰被击沉。而“时雨”号则因为击中的鱼雷没有引爆，利用夜色迅速逃离了战场。
其后参与了第一次和第二次维拉拉维拉海战、布干维尔岛海战，是参与的舰船中唯一无伤返回佐世保港的。其事迹还被上报至时任的日本天皇处。
到1944年10月，“时雨”号编入西村舰队（第二舰队第一游击部队第三部队）参加了人类史上最大规模的海战——莱特湾海战，在队伍末端跟随旗舰“山城”号、战舰“扶桑”号、重巡洋舰“最上”号冲入了苏里高海峡，进入了美军6艘战列舰、8艘巡洋舰、29艘驱逐舰和39艘鱼雷艇的包围圈之中。“扶桑”号、“山城”号被击沉，“最上”号和“时雨”号转身撤离战场，但“最上”号因受损而失去机动能力，后被击沉；虽然“时雨”号曾被美军重巡洋舰的炮击命中，不过因为是哑弹的缘故而没有受到大损害。最终西村舰队只有“时雨”号幸存，亦是苏里高海峡海战中的旧日本海军唯一生还的舰船。
1945年1月24日，于执行护航任务时，在马来亚的哥打巴鲁以东附近被美军潜水艇“黑鳍白鱼”号（SS-322）的鱼雷击中，沉没。

## 同型艦

### 白露型
- 白露
- 时雨
- 村雨
- 夕立
- 春雨
- 五月雨

### 改白露型
- 海風（日语：海風 (白露型駆逐艦)）
- 山風（日语：山風 (白露型駆逐艦)）
- 江風
- 涼風

## 歷代艦長

### 艤裝員長
1. 杉野修一 少佐：1935年8月26日 -

### 艦長
1. 杉野修一 少佐：1936年9月7日 -
2. 横井稔 少佐：1936年12月1日 -
3. 緒方友兄 少佐：1938年12月15日 -
4. 金田清之 少佐：1939年4月1日 -
5. 瀬尾昇 少佐：1941年9月1日 -
6. 山上亀三雄 少佐：1942年11月20日 -
7. 西野繁 少佐：1943年12月8日 -
8. 荻原学 少佐：1944年12月1日 -

## 關聯項目
- 大日本帝國海軍艦艇一覽